# Katria katria
Katria katria (Syn.: Ptychochromis katria) ist eine Buntbarschart, die endemisch im Fluss Nosivolo im östlichen Madagaskar vorkommt. In diesem schnell fließenden Gebirgsfluss mit steinigem Bodengrund bewohnt die Art Regionen mit ruhigerem Wasser.

## Merkmale
Katria katria wird maximal 12,5 cm (Weibchen) bzw. 15 cm (Männchen) lang und hat einen mäßig hochrückigen Körper mit einer irisierenden bräunlichen bis gelblich-goldenen Grundfärbung und zwei auffallenden, senkrechten schwarzen Streifen auf den Körperseiten. Neben der Färbung gelten als weitere diagnostische Merkmale von Art und Gattung eine gegenüber Ptychochromis erhöhte Zahl von Wirbeln (29 bis 30 vs. 26 bis 28), ein schlanker Schwanzstiel, das Fehlen einer paarigen vorderen Schwimmblasenkammer die bis zum Neurocranium reicht, eine reduzierte Anzahl von Kiemenrechen auf dem unteren Abschnitt des ersten Kiemenbogens (8 bis 9 vs. 8 bis 12 bei anderen Ptychochrominae). Von Ptychochromoides unterscheidet sich Katria durch den Besitz von zwei Zahnreihen (vs. einer).
- Flossenformel: Dorsale XIV-XV/9-11; Anale III/8-9.